# Yazaldes Nascimento
Yazaldes Valdemar Nascimento Alfonso (São Tomé, 17 aprile 1986) è un velocista saotomense naturalizzato portoghese.
Ha partecipato ai Giochi olimpici di Atene 2004, arrivando ottavo in batteria nei 100 metri piani, senza qualificarsi per il secondo turno, ottenendo comunque il primato personale con 11"00. Ha partecipato anche ai Mondiali di Helsinki 2005, senza raggiungere le semifinali.

## Palmarès
| Anno | Manifestazione    | Sede       | Evento      | Risultato  | Prestazione | Note                                     |
| ---- | ----------------- | ---------- | ----------- | ---------- | ----------- | ---------------------------------------- |
| 2010 | Europei           | Barcellona | 4×100 m     | 6º         | 38"88       |                                          |
| 2011 | Mondiali          | Taegu      | 4x100 m     | Batteria   | 39"09       | Miglior prestazione personale stagionale |
| 2012 | Europei           | Helsinki   | 4×100 m     | Finale     | dnf         |                                          |
| 2014 | Europei           | Zurigo     | 100 m piani | 8º         | 10"46       |                                          |
| 2014 | Europei           | Zurigo     | 4×100 m     | Finale     | dnf         |                                          |
| 2015 | Europei indoor    | Praga      | 60 m piani  | Semifinale | 6"67        | Miglior prestazione personale            |
| 2015 | IAAF World Relays | Nassau     | 4×100 m     | Batteria   | 39"42       |                                          |
| 2015 | Mondiali          | Pechino    | 100 m piani | Batteria   | 10"29       |                                          |
| 2018 | Europei           | Berlino    | 100 m piani | Semifinale | 10"22       | Miglior prestazione personale stagionale |